# Ферри, Луиджи
Луиджи Ферри (итал. Luigi Ferri; 15 июня 1826, Болонья, Италия — 17 марта 1895, Рим, Италия) — итальянский философ.

## Биография
Окончил Высшую нормальную школу в Париже. С 25 лет читал лекции в колледжах Эврё, Дьепа, Блуа и Тулузы, позже в Анси. Стал главой департамента образования под управлением Теренцио Мамиани.
Три года спустя был преподавателем философии в институте во Флоренции, с 1871 г. профессор Римского университета. После смерти Мамиани в 1885 г. стал редактором Filosofia delle scuole italiane, изменил название на Rivista italiana di filosofia.
Луиджи Ферри писал сочинения как по философии, так и по психологии, особенно известны его труды по истории философии. Его работы по философии эклектичны, сочетают психологию его учителей Жюль Симона, Эмиля Сессе и Мамиани с идеализмом Антонио Розмини-Сербати и Винченцо Джоберти.

## Труды
- Studii sulla coscienza
- Il Fenomeno nelle sue relazioni con la sensazione'
- Della idea del vera
- Della filosofia del diritto presso Aristotile, 1885
- Il Genio di Aristotile
- La Psicologia di Pietro Pomponazzi, 1877
- Essai sur l’histoire de la philosophie en Italie au XIX' siècle, 1869
- La Psychologie de l’association depuis Hobbes jusqu'à nos jours